# Колоколов Олег Васильович
Колоколов Олег Васильович (* 5 жовтня 1927, смт Красноріченське Кремінського району, Луганська область — 2003 (в інших джерелах 29 червня 2008, Дніпропетровськ) — український вчений, доктор технічних наук. Гірничий інженер-шахтобудівник, доктор технічних наук з 1973 р., професор з 1975 р., дійсний член Академії інженерних наук України з 1991 р. та Міжнародної академії наук з екології та безпеки життєдіяльності з 1995 р., заслужений діяч науки і техніки України з 1999 р.
Наукові дослідження О. В. Колоколова присвячені технології закладання виробленого простору вугільних шахт, створенню нетрадиційних геотехнологічних способів видобутку корисних копалин, геодинаміці шахтних полів. 

## З біографії
Народився 5 жовтня 1927 року на Харківщині. Після закінчення Харківського гірничого інституту (1950 р.) протягом п'яти років працював головним інженером куща шахт у Німецькій Демократичній Республіці. З грудня 1955 року працював в Національному гірничому університеті.
З 1974 року по 1994 рік завідував кафедрою підземної розробки родовищ корисних копалин в Національному гірничому університеті. Професор (1975), у 1979—1984 р. — декан гірничого факультету ДГІ.
Засновник наукової школи екологічно ефективних технологій підземного видобутку корисних копалин з урахуванням геодинаміки шахтних полів і нетрадиційних способів розробки вугільних пластів.

## Творчий доробок
О. В. Колоколов — автор більш 360 наукових праць, у тому числі 18 монографій, підручників і навчальних посібників, словника гірничих термінів для вузів. Йому належить понад 100 авторських посвідчень на винаходи і патентів. Один з співавторів унікального 13-ти мовного словника з механіки гірських порід, виданого Міжнародним Бюро з механіки гірських порід (Берлін, 1972 p.).
Підготував понад 370 гірничих інженерів, 21 кандидата і 2 доктора технічних наук.